# Sonidozaur
Sonidozaur (Sonidosaurus saihangaobiensis) – dinozaur z grupy tytanozaurów (Titanosauria).
Żył w okresie późnej kredy (ok. 85-65 mln lat temu) na terenach wschodniej Azji. Długość ciała ok. 9 m, wysokość ok. 3 m, masa ok. 17 t. Jego szczątki znaleziono w Chinach (w Mongolii Wewnętrznej).